# Maiden England
Maiden England é um álbum e vídeo musical da banda inglesa de heavy metal Iron Maiden. Foi gravado em Birmingham, Inglaterra, nos dias 27 e 28 de Novembro de 1988 durante a turnê mundial do álbum Seventh Son of a Seventh Son. O vídeo foi lançado em formato VHS em 1989, e relançado junto a um CD em 1994. Em 2013, o vídeo do show foi relançado em DVD como terceira parte da série "The History of Iron Maiden". A gravação e edição teve a supervisão do baixista Steve Harris, que queria dar uma visão mais pessoal da banda no palco. O DVD duplo traz extras, dentre eles, um documentário de uma hora contando detalhes do período de 1986 a 1989, ano em que Adrian Smith abandona a banda, o documentário 12 Wasted Years e os vídeo clips dos discos Somewhere in Time e Seventh Son of a Seventh Son. Assim como aconteceu com Live After Death, o VHS foi bem sucedido à época de seu lançamento, tendo em vista as gigantescas pirotecnias de palco, como um órgão de igreja que emerge atrás da bateria, duas velas em formato de demônio e o gigantesco Eddie que encarava o público durante a principal música do concerto, "Seventh Son of a Seventh Son".
O DVD lançado em 2013 inclui o concerto em Birmingham em vinil picture disc e CD duplo. O vídeo ainda é apresentado na íntegra, resgatando três faixas que ficaram de fora do VHS original, e do relançamento em DVD e CD de 1994: Run to The Hills, Running Free e Sanctuary.

## Faixas

### VHS de 1989
| N.º | Título                         | Compositor(es)                 | Duração |  |
| 1.  | "Moonchild"                    | Bruce Dickinson, Adrian Smith  | 05:39   |  |
| 2.  | "The Evil That Men Do"         | Dickinson, Steve Harris, Smith | 04:36   |  |
| 3.  | "The Prisoner"                 | Harris, Smith                  | 06:00   |  |
| 4.  | "Still Life"                   | Dave Murray, Harris            | 04:54   |  |
| 5.  | "Die With Your Boots On"       | Dickinson, Harris, Smith       | 05:25   |  |
| 6.  | "Infinite Dreams"              | Harris                         | 06:08   |  |
| 7.  | "Killers"                      | Paul Di'Anno, Harris           | 05:11   |  |
| 8.  | "Can I Play with Madness"      | Dickinson, Harris, Smith       | 03:32   |  |
| 9.  | "Heaven Can Wait"              | Harris                         | 07:22   |  |
| 10. | "Wasted Years"                 | Smith                          | 05:07   |  |
| 11. | "The Clairvoyant"              | Harris                         | 04:27   |  |
| 12. | "Seventh Son Of A Seventh Son" | Harris                         | 09:53   |  |
| 13. | "The Number of the Beast"      | Harris                         | 04:53   |  |
| 14. | "Hallowed Be Thy Name"         | Harris                         | 07:15   |  |
| 15. | "Iron Maiden"                  | Harris                         |         |  |

### CD de 1994
| N.º | Título                                                                   | Duração |  |
| 1.  | "Moonchild" (from Seventh Son of a Seventh Son, 1988)                    | 5:45    |  |
| 2.  | "The Evil That Men Do" (from Seventh Son of a Seventh Son, 1988)         | 4:16    |  |
| 3.  | "The Prisoner" (from The Number of the Beast, 1982)                      | 5:57    |  |
| 4.  | "Still Life" (from Piece of Mind, 1983)                                  | 4:32    |  |
| 5.  | "Die with Your Boots On" (from Piece of Mind, 1983)                      | 5:10    |  |
| 6.  | "Infinite Dreams" (from Seventh Son of a Seventh Son, 1988)              | 5:53    |  |
| 7.  | "Killers" (from Killers, 1981)                                           | 4:54    |  |
| 8.  | "Heaven Can Wait" (from Somewhere in Time, 1986)                         | 7:32    |  |
| 9.  | "Wasted Years" (from Somewhere in Time, 1986)                            | 4:54    |  |
| 10. | "The Clairvoyant" (from Seventh Son of a Seventh Son, 1988)              | 5:42    |  |
| 11. | "Seventh Son of a Seventh Son" (from Seventh Son of a Seventh Son, 1988) | 10:11   |  |
| 12. | "The Number of the Beast" (from The Number of the Beast, 1982)           | 4:46    |  |
| 13. | "Iron Maiden" (from Iron Maiden, 1980)                                   | 5:01    |  |

### DVD de 2013
DVD 1
| N.º | Título                         | Compositor(es)           | Duração |  |
| 1.  | "Moonchild"                    | Dickinson, Smith         |         |  |
| 2.  | "The Evil That Men Do"         | Dickinson, Harris, Smith |         |  |
| 3.  | "The Prisoner"                 | Harris, Smith            |         |  |
| 4.  | "Still Life"                   | Murray, Harris           |         |  |
| 5.  | "Die with Your Boots On"       | Dickinson, Harris, Smith |         |  |
| 6.  | "Infinite Dreams"              | Harris                   |         |  |
| 7.  | "Killers"                      | Di'Anno, Harris          |         |  |
| 8.  | "Can I Play with Madness"      | Dickinson, Harris, Smith |         |  |
| 9.  | "Heaven Can Wait"              | Harris                   |         |  |
| 10. | "Wasted Years"                 | Smith                    |         |  |
| 11. | "The Clairvoyant"              | Harris                   |         |  |
| 12. | "Seventh Son of a Seventh Son" | Harris                   |         |  |
| 13. | "The Number of the Beast"      | Harris                   |         |  |
| 14. | "Hallowed Be Thy Name"         | Harris                   |         |  |
| 15. | "Iron Maiden"                  | Harris                   |         |  |
| 16. | "Run to the Hills"             | Harris                   |         |  |
| 17. | "Running Free"                 | Di'Anno, Harris          |         |  |
| 18. | "Sanctuary"                    | Di'Anno, Harris, Murray  |         |  |

DVD 2
1. "The History of Iron Maiden" - Part 3 (aproximadamente 40 minutos)
  - Continuação da série de documentários da "The History of Iron Maiden",  The Early Days e Live After Death. integrantes da banda, equipe, amigos e colaboradores que falam sobre o tempo de carreira da banda, gravações e lançamento dos álbuns Somewhere in Time (1986) e Seventh Son of a Seventh Son (1988), e suas respectivas turnês (1986-87 Somewhere on Tour e 1988 7th Tour of a 7th Tour), e as gravações do Maiden England ao vivo.
2. 12 Wasted Years (aproximadamente 90 minutos)
  - Filme de 1987 que documenta os primeiros 12 anos da banda com entrevistas e imagens ao vivo.
3. Clips promocionais de "Wasted Years", "Stranger in a Strange Land", "Can I Play with Madness", "The Evil That Men Do" and "The Clairvoyant".

### CD de 2013
CD 1
| N.º            | Título                    | Compositor(es)           | Duração |  |
| 1.             | "Moonchild"               | Dickinson, Smith         | 6:23    |  |
| 2.             | "The Evil That Men Do"    | Dickinson, Harris, Smith | 4:18    |  |
| 3.             | "The Prisoner"            | Harris, Smith            | 6:00    |  |
| 4.             | "Still Life"              | Murray, Harris           | 4:32    |  |
| 5.             | "Die with Your Boots On"  | Dickinson, Harris, Smith | 5:19    |  |
| 6.             | "Infinite Dreams"         | Harris                   | 5:53    |  |
| 7.             | "Killers"                 | Di'Anno, Harris          | 4:57    |  |
| 8.             | "Can I Play with Madness" | Dickinson, Harris, Smith | 3:25    |  |
| 9.             | "Heaven Can Wait"         | Harris                   | 7:43    |  |
| 10.            | "Wasted Years"            | Smith                    | 5:06    |  |
| Duração total: | Duração total:            | Duração total:           | 53:36   |  |

CD 2
| N.º            | Título                         | Compositor(es)          | Duração |  |
| 1.             | "The Clairvoyant"              | Harris                  | 4:30    |  |
| 2.             | "Seventh Son of a Seventh Son" | Harris                  | 10:08   |  |
| 3.             | "The Number of the Beast"      | Harris                  | 4:47    |  |
| 4.             | "Hallowed Be Thy Name"         | Harris                  | 7:22    |  |
| 5.             | "Iron Maiden"                  | Harris                  | 5:12    |  |
| 6.             | "Run to the Hills"             | Harris                  | 4:02    |  |
| 7.             | "Running Free"                 | Di'Anno, Harris         | 5:34    |  |
| 8.             | "Sanctuary"                    | Di'Anno, Harris, Murray | 5:25    |  |
| Duração total: | Duração total:                 | Duração total:          | 47:00   |  |

## Créditos
- Bruce Dickinson -Vocal
- Adrian Smith -Guitarra e vocal de apoio
- Dave Murray - Guitarra
- Steve Harris - Baixo e vocal de apoio
- Nicko McBrain -bateria

com
- Michael Kenney - teclado

## Desempenho nas paradas
| País           | Parada musical (1990) | Melhor posição |
| -------------- | --------------------- | -------------- |
| Estados Unidos | Billboard charts      | 6              |

| País               | Parada musical (2013)       | Melhor posição |
| ------------------ | --------------------------- | -------------- |
| Austrália          | ARIA Charts                 | 3              |
| Áustria            | Ö3 Austria Top 10 DVD       | 2              |
| Bélgica (Flanders) | Ultratop                    | 2              |
| Bélgica (Wallonia) | Ultratop                    | 2              |
| Finlândia          | The Official Finnish Charts | 2              |
| França             | SNEP                        | 2              |
| Alemanha           | Media Control Charts        | 2              |
| Itália             | FIMI                        | 1              |
| Japão              | Oricon                      | 69             |
| Holanda            | MegaCharts                  | 2              |
| Portugal           | AFP                         | 8              |
| Espanha            | PROMUSICAE                  | 1              |
| Suécia             | Sverigetopplistan           | 1              |
| Suíça              | Swiss Hitparade             | 2              |
| Reino Unido        | UK Music Video Charts       | 2              |
| Estados Unidos     | Billboard charts            | 1              |

| País               | Parada musical (2013)       | Melhor posição |
| ------------------ | --------------------------- | -------------- |
| Áustria            | Ö3 Austria Top 40           | 23             |
| Bélgica (Flanders) | Ultratop                    | 71             |
| Bélgica (Wallonia) | Ultratop                    | 36             |
| República Tcheca   | IFPI                        | 9              |
| Finlândia          | The Official Finnish Charts | 21             |
| França             | SNEP                        | 26             |
| Alemanha           | Media Control Charts        | 14             |
| Hungria            | Mahasz                      | 12             |
| Itália             | FIMI                        | 26             |
| Japão              | Oricon                      | 108            |
| Holanda            | MegaCharts                  | 49             |
| Noruega            | VG-lista                    | 29             |
| Espanha            | PROMUSICAE                  | 15             |
| Suécia             | Sverigetopplistan           | 12             |
| Suíça              | Swiss Hitparade             | 26             |
| Reino Unido        | Official Albums Chart       | 30             |
| Estados Unidos     | Billboard 200               | 148            |

## Certificações
| Região         | Certificação | Vendas |
| -------------- | ------------ | ------ |
| Canadá         | Ouro         | 5.000  |
| Estados Unidos | Ouro         | 50.000 |